# Ptolemaiovská a koperníkovská logika
Ptolemaiovská a koperníkovská logika jsou pojmy, které do mediálních studií zavedl roku 1976 německý badatel Wilfried Schulz ve své práci Konstrukce reality ve zpravodajských médiích. Označují dvě základní paradigmata úvah o vlivu masových médií na realitu. 
Myslitelé, kteří používají "ptolemaiovskou logiku", vnímají skutečnost jako poznatelnou a věrně zpodobitelnou, média pak v jejich očích tuto skutečnost pokřivují, z různých důvodů, a jejich studium se má soustřeďovat na zmapování těchto pokřivujících praktik. (např. Daniel Joseph Boorstin)
"Koperníkovskou logiku" naopak používají ti, kdo věří, že realita není a priori dostupná, ale je vždy až výsledkem komunikace. "Pokřivování" reality chápou jako zákonité, vyvěrající z podstaty masového komunikování a nevnímají ho v jádru jako "pokřivování", ale jako legitimní podíl médií na procesu vytváření reality v sociálním prostoru.
Koperníkovská logika má dva proudy vyznavačů – umírněný a radikální. Umírněný proud studuje tzv. zpravodajské hodnoty (např. sám Schulz), kultivaci a mainstreaming (George Gerbner), spirálu mlčení (Elisabeth Noelle-Neumanová), agenda setting (McCombs a Shaw) či tzv. mediální rutiny (Gaye Tuchmanová).
Radikální proud představují badatelé, kteří plně přijali kritéria sociálního konstruktivismu (zejména Niklas Luhmann) či přísluší k radikálně postmodernistickému proudu myšlení (Jean Baudrillard, Paul Virilio, Mark Poster).